# Донья Росита, девица, или Язык цветов
«Донья Росита, девица или Язык Цветов» (исп. Doña Rosita la soltera o el lenguaje de las flores) — пьеса в трех действиях Федерико Гарсиа Лорки, написанная в 1935 году.
Дата первой постановки пьесы 13 декабря 1935 года труппой Маргариты Ширгу в барселонском театре «Принсипаль». Пьеса стала последней собственной пьесой, увиденной Гарсиа Лоркой, погибшим в 1936 году.

## Сюжет
Место действия — Гранада. Донья Росита — молодая девушка, сирота, проживающая в богатой усадьбе вместе с тетей, дядей и кузеном, с которым находится в счастливых любовных отношениях. В пьесе возникает постоянная параллель главной героини с розой, выращиваемой дядей Роситы в оранжерее. Отношения Доньи Роситы и её кузена внезапно обрываются вынужденным отъездом последнего в Тукуман (Аргентина). Героиня постоянно утешает себя обещанием своего возлюбленного вскоре вернуться и жениться на ней. Но кузен все не возвращается и Росита («Розочка») превращается в увядающий цветок, живущий только ностальгическими воспоминаниями.

## Персонажи

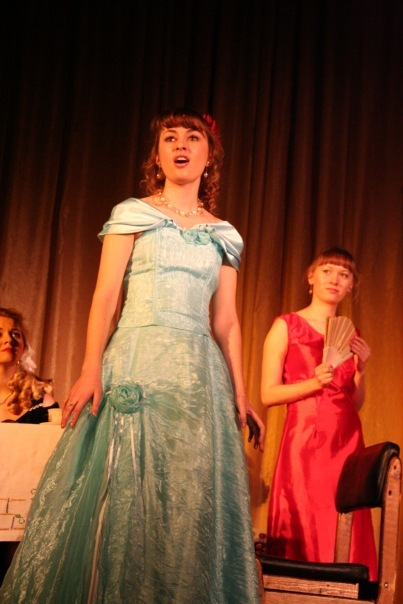
Милана Ловягина в роли Доньи Роситы

- Донья Росита
- Племянник
- Тетя
- Няня
- Дон Мартин
- Сеньор Икс
- Барышни Айола
- Старые девы и их мать

## Театральные постановки

### Первая постановка
Постановка труппой Маргариты Ширгу в театре «Принсипаль», Барселона.

### Известные постановки
- 2010 — Teatro Prado del Rey